# La Ferté-Macé
La Ferté-Macé és un municipi francès situat al departament de l'Orne i a la regió de Normandia. L'any 2007 tenia 6.102 habitants.

## Demografia

### Població
El 2007 la població de fet de La Ferté-Macé era de 6.102 persones. Hi havia 2.628 famílies de les quals 999 eren unipersonals (315 homes vivint sols i 684 dones vivint soles), 793 parelles sense fills, 604 parelles amb fills i 232 famílies monoparentals amb fills.
La població ha evolucionat segons el següent gràfic:
Habitants censats

### Habitatges
El 2007 hi havia 3.208 habitatges, 2.675 eren l'habitatge principal de la família, 91 eren segones residències i 442 estaven desocupats. 1.992 eren cases i 1.191 eren apartaments. Dels 2.675 habitatges principals, 1.398 estaven ocupats pels seus propietaris, 1.225 estaven llogats i ocupats pels llogaters i 52 estaven cedits a títol gratuït; 99 tenien una cambra, 351 en tenien dues, 618 en tenien tres, 772 en tenien quatre i 835 en tenien cinc o més. 1.504 habitatges disposaven pel capbaix d'una plaça de pàrquing. A 1.398 habitatges hi havia un automòbil i a 694 n'hi havia dos o més.

### Piràmide de població
La piràmide de població per edats i sexe el 2009 era:
| Homes | Edats   | Dones |
| ----- | ------- | ----- |
| 0     | 95 o +  | 8     |
| 16    | 90 a 94 | 40    |
| 44    | 85 a 89 | 84    |
| 36    | 80 a 84 | 88    |
| 116   | 75 a 79 | 220   |
| 156   | 70 a 74 | 180   |
| 160   | 65 a 69 | 212   |
| 120   | 60 a 64 | 184   |
| 140   | 55 a 59 | 132   |
| 196   | 50 a 54 | 216   |
| 228   | 45 a 49 | 268   |
| 188   | 40 a 44 | 224   |
| 228   | 35 a 39 | 244   |
| 184   | 30 a 34 | 196   |
| 244   | 25 a 29 | 180   |
| 232   | 20 a 24 | 212   |
| 313   | 15 a 19 | 236   |
| 240   | 10 a 14 | 256   |
| 220   | 5 a 9   | 180   |
| 144   | 0 a 4   | 164   |

## Economia
El 2007 la població en edat de treballar era de 3.680 persones, 2.506 eren actives i 1.174 eren inactives. De les 2.506 persones actives 2.191 estaven ocupades (1.140 homes i 1.051 dones) i 315 estaven aturades (149 homes i 166 dones). De les 1.174 persones inactives 404 estaven jubilades, 450 estaven estudiant i 320 estaven classificades com a «altres inactius».

### Ingressos
El 2009 a La Ferté-Macé hi havia 2.699 unitats fiscals que integraven 5.780 persones, la mediana anual d'ingressos fiscals per persona era de 15.467 €.

### Activitats econòmiques
Dels 348 establiments que hi havia el 2007, 2 eren d'empreses extractives, 13 d'empreses alimentàries, 3 d'empreses de fabricació de material elèctric, 2 d'empreses de fabricació d'elements pel transport, 15 d'empreses de fabricació d'altres productes industrials, 31 d'empreses de construcció, 95 d'empreses de comerç i reparació d'automòbils, 6 d'empreses de transport, 30 d'empreses d'hostatgeria i restauració, 3 d'empreses d'informació i comunicació, 22 d'empreses financeres, 13 d'empreses immobiliàries, 40 d'empreses de serveis, 40 d'entitats de l'administració pública i 33 d'empreses classificades com a «altres activitats de serveis».
Dels 96 establiments de servei als particulars que hi havia el 2009, 1 era una oficina d'administració d'Hisenda pública, 1 gendarmeria, 1 oficina de correu, 10 oficines bancàries, 2 funeràries, 6 tallers de reparació d'automòbils i de material agrícola, 3 tallers d'inspecció tècnica de vehicles, 2 autoescoles, 3 paletes, 6 guixaires pintors, 3 fusteries, 5 lampisteries, 7 electricistes, 2 empreses de construcció, 15 perruqueries, 1 veterinari, 2 agències de treball temporal, 14 restaurants, 7 agències immobiliàries, 4 tintoreries i 1 saló de bellesa.
Dels 51 establiments comercials que hi havia el 2009, 1 era, 3 supermercats, 2 grans superfícies de material de bricolatge, 2 botiges de menys de 120 m², 6 fleques, 6 carnisseries, 1 una botiga de congelats, 1 una peixateria, 11 botigues de roba, 1 una botiga de roba, 4 sabateries, 1 una sabateria, 3 botigues de mobles, 1 una botiga de mobles, 1 una botiga de material de revestiment de parets i terra, 3 perfumeries, 1 una perfumeria i 3 floristeries.
L'any 2000 a La Ferté-Macé hi havia 39 explotacions agrícoles que ocupaven un total de 1.764 hectàrees.

## Equipaments sanitaris i escolars
El 2009 hi havia 1 hospital de tractaments de curta durada, 2 hospitals de tractaments de mitja durada (seguiment i rehabilitació), 2 psiquiàtrics, 1 centre d'urgències, 4 farmàcies i 2 ambulàncies.
El 2009 hi havia 3 escoles maternals i 3 escoles elementals. A La Ferté-Macé hi havia 2 col·legis d'educació secundària, 1 liceu d'ensenyament general i 2 liceus tecnològics. Als col·legis d'educació secundària hi havia 704 alumnes, als liceus d'ensenyament general n'hi havia 313 i als liceus tecnològics 528.

## Poblacions més properes
El següent diagrama mostra les poblacions més properes.